# Il Volo
Il Volo (italienisch für „Der Flug“) ist ein Operatic-Pop-Trio, bestehend aus den italienischen Sängern Piero Barone, Ignazio Boschetto und Gianluca Ginoble. 

## Karriere
Die drei Sänger nahmen 2009 an der Castingshow Ti lascio una canzone auf Rai 1 teil. Dort wurden sie vom Manager Michele Torpedine entdeckt, der aus ihnen das Trio Il Volo formte und ihnen einen Plattenvertrag beim amerikanischen Label Geffen Records verschaffte. 2010 debütierte das Trio mit der EP Il Volo, die international ein großer kommerzieller Erfolg war. Im Anschluss traten die Sänger in diversen Fernsehshows auf und gaben weltweit Konzerte, wobei sie mit bekannten Musikern zusammenarbeiteten.
Nach weiteren Albenveröffentlichungen und Welttourneen nahm das Trio mit dem Lied Grande amore am Sanremo-Festival 2015 teil und gewann den Wettbewerb. Dadurch hatten die Sänger auch die Möglichkeit, für Italien am Eurovision Song Contest 2015 in Wien teilzunehmen, wo sie schließlich den dritten Platz erreichten. Dieser Erfolg gab ihrer Karriere weiteren Aufwind. 2016 trat Il Volo mit dem Projekt Notte Magica in die Fußstapfen der Drei Tenöre. Beim Sanremo-Festival 2019 gelang dem Trio mit Musica che resta ein weiterer dritter Platz, im Anschluss erschien das Album Musica. 
Im Juni 2021 veranstalteten die Sänger ein Konzert in der Arena von Verona zu Ehren des italienischen Komponisten Ennio Morricone, gefolgt von einem Tributealbum mit dem Titel Il Volo Sings Morricone. Beim Sanremo-Festival 2024 präsentierte das Trio das Lied Capolavoro und erreichte den achten Platz.

## Diskografie

### Alben
| Jahr | Titel                                              | Höchstplatzierung, Gesamtwochen, AuszeichnungChartplatzierungen (Jahr, Titel, Platzierungen, Wochen, Auszeichnungen, Anmerkungen) | Höchstplatzierung, Gesamtwochen, AuszeichnungChartplatzierungen (Jahr, Titel, Platzierungen, Wochen, Auszeichnungen, Anmerkungen) | Höchstplatzierung, Gesamtwochen, AuszeichnungChartplatzierungen (Jahr, Titel, Platzierungen, Wochen, Auszeichnungen, Anmerkungen) | Höchstplatzierung, Gesamtwochen, AuszeichnungChartplatzierungen (Jahr, Titel, Platzierungen, Wochen, Auszeichnungen, Anmerkungen) | Höchstplatzierung, Gesamtwochen, AuszeichnungChartplatzierungen (Jahr, Titel, Platzierungen, Wochen, Auszeichnungen, Anmerkungen) | Höchstplatzierung, Gesamtwochen, AuszeichnungChartplatzierungen (Jahr, Titel, Platzierungen, Wochen, Auszeichnungen, Anmerkungen) | Höchstplatzierung, Gesamtwochen, AuszeichnungChartplatzierungen (Jahr, Titel, Platzierungen, Wochen, Auszeichnungen, Anmerkungen) | Anmerkungen                                                                                  |
| Jahr | Titel                                              | DE | AT | CH | UK | US | IT | ES | Anmerkungen                                                                                  |
| ---- | -------------------------------------------------- | --- | --- | --- | --- | --- | --- | --- | -------------------------------------------------------------------------------------------- |
| 2010 | Il Volo                                            | DE8 (19 Wo.)DE | AT1 Gold · (19 Wo.)AT | CH46 (8 Wo.)CH | UK43 (1 Wo.)UK | US10 Gold · (25 Wo.)US | IT6 Platin · (38 Wo.)IT | ES21 (13 Wo.)ES | Erstveröffentlichung: 30. November 2010 Verkäufe: + 117.500                                  |
| 2012 | … Takes Flight – Live from the Detroit Opera House | — | — | — | — | US85 (4 Wo.)US | IT49 (8 Wo.)IT | — | Erstveröffentlichung: 28. Februar 2012 Livealbum                                             |
| 2012 | We Are Love                                        | — | — | — | — | US100 (5 Wo.)US | IT46 (11 Wo.)IT | — | Erstveröffentlichung: 19. November 2012 Gastbeiträge von Plácido Domingo und Eros Ramazzotti |
| 2013 | Más que amor                                       | — | — | — | — | US112 (5 Wo.)US | — | — | Erstveröffentlichung: 9. April 2013 spanische Version von We Are Love                        |
| 2013 | We Are Love: Special Edition                       | — | — | — | — | US111 (4 Wo.)US | — | — |                                                                                              |
| 2013 | Buon Natale – The Christmas Album                  | — | — | CH97 (1 Wo.)CH | — | US39 (10 Wo.)US | IT20 Gold · (23 Wo.)IT | — | Erstveröffentlichung: 22. Oktober 2013 Weihnachtsalbum Verkäufe. + 25.000                    |
| 2015 | The Platinum Collection                            | — | — | — | — | — | IT13 Gold · (51 Wo.)IT | — | Erstveröffentlichung: 12. Februar 2015 Best-of-Album Verkäufe: + 25.000                      |
| 2015 | Sanremo grande amore                               | — | AT9 (6 Wo.)AT | CH15 (23 Wo.)CH | — | — | IT1 ×3Dreifachplatin · (92 Wo.)IT                                                                                                 | — | Erstveröffentlichung: 17. Februar 2015 Verkäufe. + 150.000                                   |
| 2015 | L’amore si muove                                   | — | — | — | — | — | IT1 ×2Doppelplatin · (54 Wo.)IT                                                                                                   | — | Erstveröffentlichung: 25. September 2015 Verkäufe: + 100.000                                 |
| 2015 | Grande amore: International Version                | — | AT42 (1 Wo.)AT | CH10 (17 Wo.)CH | — | US188 (1 Wo.)US | — | ES18 (10 Wo.)ES | Verkäufe: + 30.000                                                                           |
| 2016 | Notte Magica – A Tribute to The Three Tenors       | — | AT33 (2 Wo.)AT | CH33 (6 Wo.)CH | — | US186 (1 Wo.)US | IT2 Platin · (39 Wo.)IT | ES20 (15 Wo.)ES | Erstveröffentlichung: 30. September 2016 Livealbum Verkäufe: + 50.000                        |
| 2019 | Musica                                             | — | — | CH22 (2 Wo.)CH | — | — | IT2 Gold · (15 Wo.)IT | ES64 (1 Wo.)ES | Erstveröffentlichung: 22. Februar 2019 Verkäufe: + 25.000                                    |
| 2019 | 10 Years: The Best Of                              | — | — | CH76 (3 Wo.)CH | — | — | IT3 Gold · (10 Wo.)IT | — | Erstveröffentlichung: 8. November 2019 Verkäufe: + 25.000                                    |
| 2021 | Il Volo Sings Morricone                            | — | — | CH53 (1 Wo.)CH | — | — | IT9 (10 Wo.)IT | — | Erstveröffentlichung: 5. November 2021                                                       |
| 2024 | Ad Astra                                           | — | — | CH32 (1 Wo.)CH | — | — | IT5 (8 Wo.)IT | — | Erstveröffentlichung: 29. März 2024                                                          |

### Singles
| Jahr | Titel Album                                     | Höchstplatzierung, Gesamtwochen, AuszeichnungChartplatzierungen (Jahr, Titel, Album, Platzierungen, Wochen, Auszeichnungen, Anmerkungen) | Höchstplatzierung, Gesamtwochen, AuszeichnungChartplatzierungen (Jahr, Titel, Album, Platzierungen, Wochen, Auszeichnungen, Anmerkungen) | Höchstplatzierung, Gesamtwochen, AuszeichnungChartplatzierungen (Jahr, Titel, Album, Platzierungen, Wochen, Auszeichnungen, Anmerkungen) | Höchstplatzierung, Gesamtwochen, AuszeichnungChartplatzierungen (Jahr, Titel, Album, Platzierungen, Wochen, Auszeichnungen, Anmerkungen) | Höchstplatzierung, Gesamtwochen, AuszeichnungChartplatzierungen (Jahr, Titel, Album, Platzierungen, Wochen, Auszeichnungen, Anmerkungen) | Anmerkungen                                                                                                  |
| Jahr | Titel Album                                     | DE | AT | CH | IT | ES | Anmerkungen                                                                                                  |
| ---- | ----------------------------------------------- | --- | --- | --- | --- | --- | --- |
| 2011 | ’O sole mio Il Volo                             | — | AT55 (1 Wo.)AT | — | — | — | |
| 2015 | Grande amore Sanremo grande amore               | DE54 (1 Wo.)DE | AT5 (3 Wo.)AT | CH19 (4 Wo.)CH | IT1 ×2Doppelplatin · (34 Wo.)IT | ES24 (2 Wo.)ES | Erstveröffentlichung: 12. Februar 2015 Beitrag Italiens zum Eurovision Song Contest 2015 Verkäufe: + 100.000 |
| 2019 | Musica che resta Musica                         | — | — | — | IT16 (4 Wo.)IT | — | Erstveröffentlichung: 6. Februar 2019                                                                        |
| 2020 | Bianco Natale Buon Natale – The Christmas Album | — | — | — | IT51 (2 Wo.)IT | — | Erstveröffentlichung 2013                                                                                    |
| 2024 | Capolavoro Ad Astra                             | — | — | — | IT23 Gold · (9 Wo.)IT | — | Erstveröffentlichung 7. Februar 2024                                                                         |

Weitere Singles
- 2011: Hasta la fiesta
- 2011: Christmas Medley
- 2012: Un amore così grande
- 2013: Constantemente mia
- 2013: Más que amor
- 2013: We Are Love
- 2013: El triste
- 2013: I’ll Be Home for Christmas
- 2015: Canzone per te
- 2015: L’amore si muove

## Auszeichnungen für Musikverkäufe
| Goldene Schallplatte - Frankreich - 2011: für das Album Il Volo - 2014: für das Album A Musical Affair - Mexiko - 2013: für das Album … Takes Flight – Live from the Detroit Opera House - 2013: für das Album Más que amor - 2024: für das Album Grande amore: International Version - Neuseeland - 2011: für das Album Il Volo - Portugal - 2011: für das Album Il Volo | Platin-Schallplatte - Mexiko - 2012: für das Album Il Volo - Polen - 2019: für das Album Grande amore - Venezuela - 2011: für das Album Il Volo |

Anmerkung: Auszeichnungen in Ländern aus den Charttabellen bzw. Chartboxen sind in ebendiesen zu finden.
| Land/RegionAuszeichnungen für Musikverkäufe (Land/Region, Auszeichnungen, Verkäufe, Quellen) | Gold       | Platin       | Verkäufe | Quellen                   |
| -------------------------------------------------------------------------------------------- | ---------- | ------------ | -------- | ------------------------- |
| Frankreich (SNEP)                                                                            | 2× Gold2   | —            | 100.000  | infodisc.fr               |
| Italien (FIMI)                                                                               | 5× Gold5   | 9× Platin9   | 610.000  | fimi.it                   |
| Mexiko (AMPROFON)                                                                            | 3× Gold3   | Platin1      | 150.000  | amprofon.com.mx           |
| Neuseeland (RMNZ)                                                                            | Gold1      | —            | 7.500    | aotearoamusiccharts.co.nz |
| Österreich (IFPI)                                                                            | Gold1      | —            | 10.000   | ifpi.at                   |
| Polen (ZPAV)                                                                                 | —          | Platin1      | 20.000   | olis.pl                   |
| Portugal (AFP)                                                                               | Gold1      | —            | 7.500    | Einzelnachweise           |
| Venezuela (APFV)                                                                             | —          | Platin1      | 10.000   | Einzelnachweise           |
| Vereinigte Staaten (RIAA)                                                                    | Gold1      | —            | 30.000   | riaa.com                  |
| Insgesamt                                                                                    | 14× Gold14 | 12× Platin12 |          |                           |